# Třída Thaon di Revel
Třída Thaon di Revel je třída víceúčelových oceánských hlídkových lodí vyvíjených pro italské námořnictvo. Jejich oficiální označení je Pattugliatori Polivalenti d'Altura (PPA, což znamená oceánská víceúčelová hlídková loď). Platforma této třídy umožňuje vytvřit tři různě vybavené a vyzbrojené verze, označené Light, Light+ a Full. Základní verze plavidla plní obvyklé úlohy hlídkových lodí (hlídkování, pátrání a záchrana, pomoc při katastrofách, likvidace znečištění, protipirátské operace), přičemž instalací dalšího vybavení a výzbroje vznikají plnohodnotná prvoliniová bojová plavidla.
Do roku 2024 italské námořnictvo objednalo sedm jednotek této třídy, přičemž mohlo uplatnit opci na další tři. V letech 2022–2023 byla do služby přijata první tři plavidla. Třída Thaon di Revel ve službě nahrazuje italské torpédoborce třídy Durand de la Penne a korvety třídy Minerva.
V roce 2024 dvě plavidla objednala Indonésie, která by se tak stala jejich prvním zahraničním uživatelem. Dodána jí byla plavidla rozestavěná pro italské námořnictvo, které zároveň získá dvě náhradní plavidla.

## Stavba

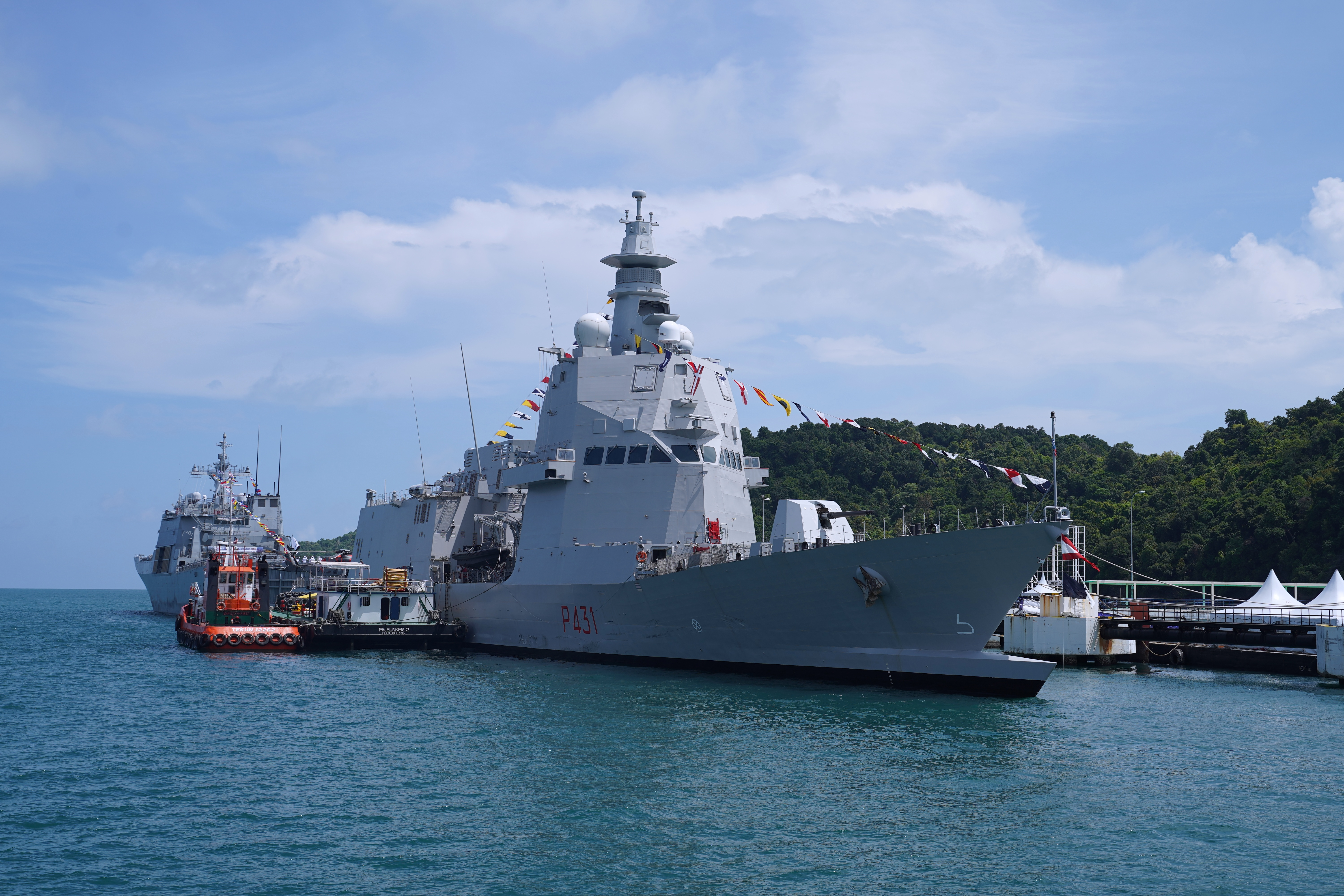
Francesco Morosini (P431)

Vývoj a stavba této třídy jsou součástí rozsáhlého kontaktu v hodnotě 3,5 miliardy euro, zahrnujícího šest hlídkových lodí PPA (s opcí na další čtyři), vrtulníkovou výsadkovou loď Trieste (L9890) a logistické podpůrné plavidlo Vulcano (A5335). Kontrakt získalo konsorcium tvořené loděnicí Fincantieri a koncernem Leonardo, jehož pobočka Selex ES zajistila bojový řídící systém. Dokončení hlídkových lodí PPA bylo plánováno na roky 2021-2025. Stavbou plavidel byla pověřena loděnice Riva Trigoso v Muggianu v Lerici.
Třída PPA byla veřejnosti poprvé představena na veletrhu EURONAVAL 2014. Slavnostní první řezání oceli na stavbu prototypové jednotky Paolo Thaon di Revel proběhlo v Muggianu dne 13. února 2017. Kýl plavidla byl založen 9. května 2017. Námořní zkoušky prototypu byly zahájeny 12. listopadu 2019. Prototypová jednotka Paolo Thaon di Revel vznikla v základní verzi Light. Do služby byla přijata 18. března 2022.
Dne 14. března 2019 proběhlo slavnostní první řezání oceli na čtvrtou jednotku, která je zároveň první jednotkou objednanou v plné konfiguraci Full. V květnu 2020 byla na vodu spuštěna druhá jednotka Francesco Morosini. Spuštění muselo být o přibližně dva měsíce odloženo kvůli pandemii nemoci covid-19.
V listopadu 2023 italský admirál Enrico Credendino uvedl, že je plánován upgrade prvních dvou jednotek z nejnižší úrovně vybavení Light na nejvyšší Full.
V roce 2024 byla zahájena jednání o případné stavbě dvou dalších plavidel, která by nahradila dvě jednotky prodané v březnu 2024 Indonésii. K červenci 2024 v této věci ještě nebylo vydáno oficiální prohlášení. Obě náhradní plavidla byla objednána v červnu 2025 v konfiguraci Light+. Stavbu zajistí loděnice v Riva Trigoso v Muggianu. Dokončení plavidel je plánováno na roky 2029–2030.
Jednotky třídy Thaon di Revel:
| Jméno                                                  | Uživatel  | Verze  | Zahájení stavby   | Spuštěna           | Vstup do služby  | Status                                                                               |
| ------------------------------------------------------ | --------- | ------ | ----------------- | ------------------ | ---------------- | ------------------------------------------------------------------------------------ |
| Paolo Thaon di Revel (P430)                            | Itálie    | Light  | 9. května 2017    | 15. června 2019    | 18. března 2022  | aktivní                                                                              |
| Francesco Morosini (P431)                              | Itálie    | Light  | 16. února 2018    | 22. května 2020    | 22. října 2022   | aktivní                                                                              |
| Raimondo Montecuccoli (P432)                           | Itálie    | Light+ | 8. listopadu 2018 | 13. března 2021    | 27. září 2023    | aktivní                                                                              |
| Giovanni delle Bande Nere (P434)                       | Itálie    | Full   | 28. srpna 2019    | 12. února 2022     | 2. října 2024    | aktivní                                                                              |
| KRI Brawijaya (320, ex Marcantonio Colonna, P433)      | Indonésie | Light+ | 3. září 2020      | 26. listopadu 2022 | 2. července 2025 | před dokončením prodána Indonésii, aktivní                                           |
| KRI Prabu Siliwangi (321, ex Ruggiero di Lauria, P435) | Indonésie | Light+ | 7. dubna 2021     | 6. října 2023      | 2025 (plán)      | před dokončením prodána Indonésii, ve stavbě                                         |
| Domenico Millelire (P436)                              | Itálie    | Full   | 17. května 2022   | 13. července 2024  |                  | ve stavbě                                                                            |
|                                                        | Itálie    | Light+ |                   |                    | 2029 (plán)      | náhradní jednotka za Indonésii dodané plavidlo Marcantonio Colonna (P433), objednána |
|                                                        | Itálie    | Light+ |                   |                    | 2030 (plán)      | náhradní jednotka za Indonésii dodané plavidlo Ruggiero di Lauria (P435), objednána  |

## Konstrukce

Raimondo Montecuccoli (P432) na mezinárodním cvičení RIMPAC 2024

Plavidla mají modulární konstrukci s možností instalace přídavného vybavení umístěného ve standardizovaných kontejnerech. Pro ně jsou vyhrazeny dvě modulové zóny – centrální (až osm 20stopých kontejnerů – 8 TEU) a záďová (až pět 20stopých kontejnerů – 5 TEU). Jsou schopna poskytovat na pobřeží pitnou vodu a elektřinu. Posádku dle typu mise tvoří 90 až 150 osob, přičemž na palubě jsou kajuty pro celkem 171 osob. Plavidla jsou vybavena inspekčním člunem RHIB a palubním jeřábem.
Hlavňovou výzbroj tvoří jeden 127mm kanón Otobreda v dělové věži na přídi, jeden 76mm kanón OTO Melara Sovraponte na střeše hangáru, dva 25mm kanóny Oerlikon KBA a čtyři 12,7mm kulomety. Na zádi se nachází přistávací plocha a hangárem pro vrtulník.
Hybridní pohonný systém je koncepce CODAG. Pro plavbu nízkou rychlostí slouží elektromotory, při střední rychlostí plavidlo pohánějí dva diesely MTU 20V 8000 M91L, každý o výkonu 10 000 kW a při vysoké rychlostí se zapojí též dvojice plynových turbín General Electric LM2500+G4. Manévrovací schopnosti zlepšuje jedno příďové dokormidlovací zařízení. Pouze na diesely plavidla dosáhnou rychlosti 24 uzlů. Nejvyšší rychlost dosahuje 32 uzlů. Dosah je 5000 námořních mil při rychlosti 15 uzlů.

## Zahraniční uživatelé
Indonésie

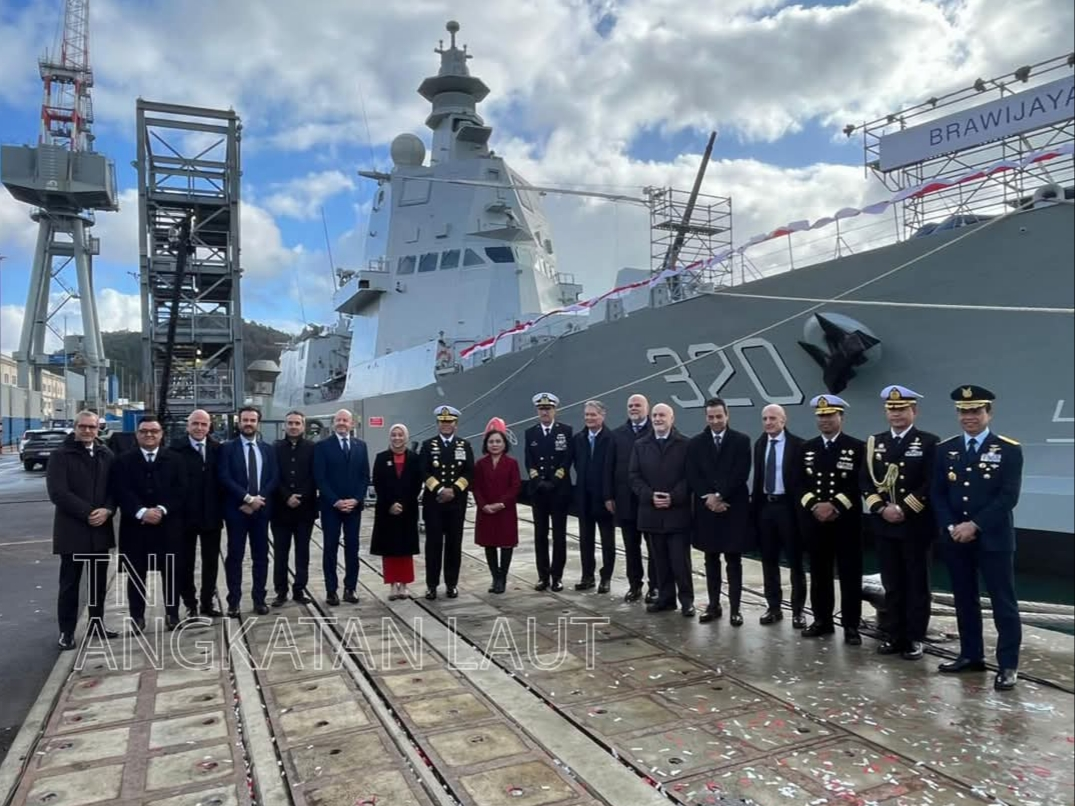
KRI Brawijaya (320, ex Ruggiero di Lauria) je prvním plavidlem této třídy dodaným Indonéskému námořnictvu

- Indonéské námořnictvo – V roce 2024 byly objednány dvě jednotky této třídy. Jde o plavidla Marcantonio Colonna a Ruggiero di Lauria, která byla rozestavěna pro italské námořnictvo. Kontrakt má hodnotu 1,18 miliardy Euro.[14]